# Lijst van postcodes 9000-9999 in Nederland
Hieronder volgt een lijst van postcodes 9000-9999 in Nederland:

## 9000-9099
- 9000-9001: Grouw (Grou)
- 9003: Wartena (Warten)
- 9004: Warstiens
- 9005: Warga (Wergea)
- 9006: Aegum (Eagum)
- 9007: Idaard (Idaerd)
- 9008: Roordahuizum (Reduzum)
- 9009: Friens
- 9010-9011: Irnsum (Jirnsum)
- 9012: Rauwerd (Raerd)
- 9013: Poppingawier (Poppenwier)
- 9014: Terzool (Tersoal)
- 9021: Oosterwierum (Easterwierrum)
- 9022: Mantgum
- 9023: Jorwerd (Jorwert)
- 9024: Weidum
- 9025: Beers (Bears)
- 9026: Jellum
- 9027: Hijlaard (Hilaard)
- 9031: Boksum
- 9032: Blessum
- 9033: Deinum
- 9034: Marssum
- 9035: Dronrijp (Dronryp)
- 9036: Menaldum (Menaam)
- 9037: Slappeterp
- 9038: Engelum (Ingelum)
- 9040-9041: Berlikum (Berltsum)
- 9043: Wier (Friesland)
- 9044: Beetgum (Bitgum)
- 9045: Beetgumermolen (Bitgummole)
- 9047: Minnertsga (Minnertsgea)
- 9050-9051: Stiens
- 9053: Finkum (Feinsum)
- 9054: Hijum
- 9055: Britsum
- 9056: Cornjum (Koarnjum)
- 9057: Jelsum
- 9060-9061: Giekerk (Gytsjerk)
- 9062: Oenkerk (Oentsjerk)
- 9063: Munein
- 9064: Oudkerk (Aldtsjerk)
- 9067: Roodkerk (Readtsjerk)
- 9071: Oude Leije (Aldeleie)
- 9072: Nij Altoenae
- 9073: Marrum
- 9074: Hallum
- 9075: Westhoek
- 9076: Sint Annaparochie (Sint-Anne)
- 9077: Vrouwenparochie (Froubuorren)
- 9078: Oudebildtzijl
- 9079: Sint Jacobiparochie (Sint-Jabik)
- 9080-9081: Lekkum
- 9082: Miedum
- 9083: Snakkerburen (Snakkerbuorren)
- 9084: Goutum
- 9085: Teerns (Tearns)
- 9086: Hempens (Himpens)
- 9087: Swichum
- 9088: Wirdum (Wurdum)
- 9089: Wijtgaard (Wytgaard)
- 9091: Wijns (Wyns)

## 9100-9199
- 9100-9103: Dokkum
- 9104: Damwoude (Damwâld)
- 9105: Rinsumageest (Rinsumageast)
- 9106: Sijbrandahuis
- 9107: Janum (Jannum)
- 9108: Broeksterwoude (Broeksterwâld)
- 9109: De Valom
- 9110-9112: Birdaard (Burdaard)
- 9113: Wouterswoude (Walterswâld)
- 9114: Driesum
- 9121: Aalsum (Aalzum)
- 9122: Wetsens
- 9123: Metslawier
- 9124: Jouswier
- 9125: Oostrum
- 9130-9131: Ee
- 9132: Engwierum
- 9133: Anjum
- 9134: Lioessens
- 9135: Morra
- 9136: Paesens
- 9137: Oosternijkerk
- 9138: Niawier
- 9141: Wierum
- 9142: Moddergat
- 9143: Nes
- 9144: Hantumhuizen
- 9145: Ternaard
- 9146: Hantumeruitburen
- 9147: Hantum
- 9148: Hiaure
- 9150-9151: Holwerd
- 9152: Waaxens
- 9153: Brantgum
- 9154: Foudgum
- 9155: Raard
- 9156: Bornwird
- 9160-9164: Ameland (It Amelân)
  - 9160-9161: Hollum
  - 9162: Ballum
  - 9163: Nes
  - 9164: Buren (Bueren)
- 9166: Schiermonnikoog
- 9170-9171: Blija (Blije)
- 9172: Ferwerd (Ferwerd)
- 9173: Hogebeintum (Hegebeintum)
- 9174: Genum (Ginnum)
- 9175: Reitsum
- 9176: Lichtaard
- 9177: Jislum
- 9178: Wanswerd (Wânswert)

## 9200-9299
- 9200-9207: Drachten
- 9207: Folgeren (De Folgeren)
- 9211: Kortehemmen, Zandburen
- 9212: Boornbergum (Boarnburgum)
- 9213: De Wilgen (De Wylgen)
- 9214: Smalle Ee (Smelle Ie)
- 9215: De Veenhoop (De Feanhoop)
- 9216: De Gaasten
- 9216: De Kooi
- 9216: Opperburen
- 9216: Oudega (Aldegea)
- 9216: Uiteinde
- 9217: Egbertsgaasten
- 9217: Middelburen
- 9217: Nijega (Nijegea)
- 9218: Opeinde (De Pein)
- 9219: De Tike
- 9220-9221: Rottevalle (De Rottefalle)
- 9222: Drachtstercompagnie (Drachtster Kompenije)
- 9223: Houtigehage (De Houtigehage)
- 9230-9231: Surhuisterveen (Surhústerfean)
- 9233: Boelenslaan (Boelensloane)
- 9240-9241: Wijnjewoude
- 9243: Bakkeveen (Bakkefean)
- 9244: Beetsterzwaag (Beetstersweach)
- 9245: Nij Beets
- 9246: Olterterp
- 9247: Ureterp (Oerterp)
- 9248: Siegerswoude (Sigerswâld)
- 9249: Frieschepalen (Fryske Peallen)
- 9250-9251: Bergum (Burgum)
- 9254: Hardegarijp (Hurdegaryp)
- 9255: Tietjerk (Tytsjerk)
- 9256: Rijperkerk (Ryptsjerk)
- 9257: Noordbergum (Noardburgum)
- 9258: Eestrum (Jistrum)
- 9260-9261: Oostermeer (Eastermar)
- 9262: Suameer (Sumar)
- 9263: Garijp (Garyp)
- 9264: Eernewoude (Earnewâld)
- 9265: Suawoude (Suwâld)
- 9269: Veenwouden (Feanwâlden)
- 9270-9271: Zwaagwesteinde (De Westereen)
- 9280-9281: Harkema (De Harkema)
- 9283: Surhuizum (Surhuzum)
- 9284: Augustinusga (Stynsgea)
- 9285: Buitenpost (Bûtenpost)
- 9286: Twijzel (Twizel)
- 9287: Twijzelerheide (Twizelerheide)
- 9288: Kootstertille (Koatstertille)
- 9289: Drogeham (Droegeham)
- 9290-9291: Kollum
- 9292: Augsbuurt (Lytsewâld)
- 9293: Kollumerpomp (De Pomp)
- 9294: Oudwoude (Aldwâld)
- 9295: Westergeest (Westergeast)
- 9296: Triemen (De Trieme)
- 9297: Veenklooster (Feankleaster)
- 9298: Kollumerzwaag (Kollumersweach)
- 9299: Zwagerbosch (Sweagerbosk)

## 9300-9399
- 9300-9302: Roden
- 9304: Lieveren
- 9305: Roderesch
- 9306: Alteveer
- 9307: Steenbergen
- 9311: Nieuw-Roden
- 9312: Nietap
- 9313: Leutingewolde
- 9314: Foxwolde
- 9315: Roderwolde
- 9320-9321: Peize
- 9330-9331: Norg
- 9333: Langelo
- 9334: Peest
- 9335: Zuidvelde
- 9336: Huis ter Heide
- 9337: Westervelde
- 9340-9341: Veenhuizen
- 9342: Een
- 9343: Een-West
- 9350-9351: Leek
- 9354: Zevenhuizen
- 9355: Midwolde
- 9356: Tolbert
- 9359: Boerakker (gem. Leek)
- 9361-9362: Boerakker
- 9363: Marum
- 9364: Nuis
- 9365: Niebert
- 9366: Jonkersvaart
- 9367: De Wilp

## 9400-9499
- 9400-9408: Assen
  - 9401: Centrum, Zuidhaege, Zuiderpark
  - 9402: Noorderpark
  - 9403: Marsdijk, Het Stoep, Vreebergen, Houtlaan, Amelterhout
  - 9404: Vredeveld, Bloemenbuurt, Vogelbuurt, Assen-Oost
  - 9405: Baggelhuizen, Kortbossen, Westerpark, Mandemaat, Korenmaat
  - 9406: Lariks, Pittelo
  - 9407: Peelo, Assen Noord
  - 9408: Kloosterveen
- 9409: Loon
- 9410-9413: Beilen
- 9414: Hooghalen
- 9415: Hijken
- 9416: Oranje
- 9417: Spier
- 9418: Wijster
- 9419: Drijber
- 9420-9421: Bovensmilde
- 9422: Smilde
- 9423: Hoogersmilde
- 9430-9431: Westerbork
- 9432: Zuidveld
- 9433: Zwiggelte
- 9434: Eursinge (Midden-Drenthe)
- 9435: Bruntinge
- 9436: Mantinge
- 9437: Balinge
- 9438: Garminge
- 9439: Witteveen (Midden-Drenthe)
- 9441: Orvelte
- 9442: Elp
- 9443: Schoonloo
- 9444: Grolloo
- 9445: Vredenheim
- 9446: Amen
- 9447: Papenvoort
- 9448: Marwijksoord
- 9449: Nooitgedacht (Aa en Hunze)
- 9450-9451: Rolde
- 9452: Nijlande
- 9453: Eldersloo
- 9454: Ekehaar
- 9455: Geelbroek
- 9456: Eleveld
- 9457: Deurze
- 9458: Balloo
- 9459: Balloërveld
- 9460: Gieten
- 9461: Gieten
- 9462: Gasselte
- 9463: Eext
- 9464: Eexterzandvoort
- 9465: Anderen
- 9466: Gasteren
- 9467: Anloo
- 9468: Annen
- 9469: Schipborg
- 9470-9472: Zuidlaren
- 9473: De Groeve
- 9474: Zuidlaarderveen
- 9475: Midlaren
- 9479: Noordlaren
- 9480-9481: Vries
- 9482: Tynaarlo
- 9483: Zeegse
- 9484: Oudemolen
- 9485: Taarlo
- 9486: Rhee
- 9487: Ter Aard
- 9488: Zeijerveld
- 9489: Zeijerveen
- 9490-9491: Zeijen
- 9492: Ubbena
- 9493: De Punt
- 9494: Yde
- 9495: Winde
- 9496: Bunne
- 9497: Donderen

## 9500-9599
- 9500-9503: Stadskanaal
- 9510-9511: Gieterveen
- 9512: Nieuwediep
- 9514: Gasselternijveen
- 9515: Gasselternijveenschemond
- 9520-9521: Nieuw-Buinen
- 9523: Drouwenermond
- 9524: Buinerveen
- 9525: Drouwenerveen
- 9526: Bronnegerveen
- 9527: Bronneger
- 9528: Buinen
- 9530-9531: Borger
- 9533: Drouwen
- 9534: Westdorp
- 9535: Ellertshaar
- 9536: Ees
- 9537: Eesergroen
- 9540-9541: Vlagtwedde
- 9545: Bourtange
- 9550-9551: Sellingen
- 9560-9561: Ter Apel
- 9563: Ter Apelkanaal
- 9564: Zandberg
- 9566: Veelerveen
- 9570-9571: 2e Exloërmond
- 9573: 1e Exloërmond
- 9574: Exloërveen
- 9580-9581: Musselkanaal
- 9584: Mussel
- 9585: Vledderveen
- 9590-9591: Onstwedde

## 9600-9699
- 9600-9603: Hoogezand
- 9605: Kiel-Windeweer
- 9606: Kropswolde
- 9607: Foxhol
- 9608: Westerbroek
- 9609: Waterhuizen
- 9610-9611: Sappemeer
- 9613: Meerstad
- 9615: Kolham
- 9616: Scharmer
- 9617: Harkstede
- 9618: Woudbloem
- 9619: Froombosch
- 9620-9621: Slochteren
- 9623: Lageland
- 9624: Luddeweer
- 9625: Overschild
- 9626: Schildwolde
- 9627: Hellum
- 9628: Siddeburen
- 9629: Steendam
- 9631-9632: Borgercompagnie
- 9633: Tripscompagnie
- 9635: Noordbroek
- 9636: Zuidbroek
- 9640-9646: Veendam
- 9648: Wildervank
- 9649: Muntendam
- 9650-9651: Meeden
- 9654: Annerveenschekanaal
- 9655: Oud Annerveen
- 9656: Spijkerboor
- 9657: Nieuw Annerveen
- 9658: Eexterveen
- 9659: Eexterveenschekanaal
- 9661: Alteveer
- 9663: Nieuwe Pekela
- 9665: Oude Pekela
- 9670-9675: Winschoten
- 9677: Heiligerlee
- 9678: Westerlee
- 9679: Scheemda
- 9680-9681: Midwolda
- 9682: Oostwold
- 9684: Finsterwolde
- 9685: Blauwestad
- 9686: Beerta
- 9687: Nieuw Beerta
- 9688: Drieborg
- 9691: Oudezijl
- 9693: Bad Nieuweschans
- 9695: Bellingwolde
- 9696: Oudeschans
- 9697: Blijham
- 9698: Wedde
- 9699: Vriescheloo

## 9700-9799
- 9700-9747: Groningen
  - 9711-9712: Binnenstad & Hortusbuurt
  - 9713: Oosterparkwijk
  - 9714-9715: Korrewegwijk
  - 9716: De Hoogte
  - 9717: Oranjewijk & Noorderplantsoenbuurt
  - 9718: Schildersbuurt & Kostverloren
  - 9721: De Wijert & Helpman-West
  - 9722: Helpman-Oost, Villabuurt & Coendersborg
  - 9723: MEER-dorpen (Middelbert, Engelbert, Euvelgunne, Roodehaan), Driebond en industrieterreinen Winschoterdiep
  - 9724: Oosterpoortwijk
  - 9725: Herewegwijk & Rivierenbuurt
  - 9726: Zeeheldenbuurt & Badstratenbuurt
  - 9727: Stadsparkwijk, Grunobuurt & Laanhuizen
  - 9728: Corpus den Hoorn & Hoornse Meer
  - 9731: Oosterhoogebrug, Ulgersmaborg, De Hunze
  - 9732-9733: Lewenborg
  - 9734: Drielanden
  - 9735: Kardinge
  - 9736-9737: Beijum
  - 9738: Noorderhoogebrug
  - 9741: Selwerd & Concordiabuurt
  - 9742: Paddepoel
  - 9743: Vinkhuizen
  - 9744-9745: Hoogkerk
  - 9745-9746: De Held
  - 9747: Zernike
- 9749: Matsloot
- 9750-9753: Haren
- 9755: Onnen
- 9756: Glimmen
- 9760-9761: Eelde
- 9765: Paterswolde
- 9766: Eelderwolde
- 9770-9771: Sauwerd
- 9773: Wetsinge
- 9774: Adorp
- 9780-9781: Bedum
- 9784: Noordwolde
- 9785: Zuidwolde
- 9790-9791: Ten Boer
- 9792: Ten Post
- 9793: Winneweer
- 9794: Lellens
- 9795: Woltersum
- 9796: Sint-Annen
- 9797: Thesinge
- 9798: Garmerwolde

## 9800-9899
- 9800-9801: Zuidhorn
- 9804: Noordhorn
- 9805: Briltil
- 9811-9812: Enumatil
- 9821: Oldekerk
- 9822: Niekerk
- 9824: Noordwijk
- 9825: Lucaswolde
- 9827: Lettelbert
- 9828: Oostwold
- 9830-9831: Aduard
- 9832: Den Horn
- 9833: Den Ham
- 9840-9842: Niezijl
- 9843: Grijpskerk
- 9844: Pieterzijl
- 9845: Visvliet
- 9850-9851: Burum
- 9852: Warfstermolen
- 9853: Munnekezijl
- 9860-9861: Grootegast
- 9862: Sebaldeburen
- 9863: Doezum
- 9864: Kornhorn
- 9865: Opende
- 9866: Lutjegast
- 9870-9872: Stroobos
- 9873: Gerkesklooster
- 9880-9882: Kommerzijl
- 9883: Oldehove
- 9884: Niehove
- 9885: Lauwerzijl
- 9886: Saaksum
- 9890-9891: Ezinge
- 9892: Feerwerd
- 9893: Garnwerd

## 9900-9999
- 9900-9903: Appingedam
- 9904: Krewerd
- 9905: Holwierde
- 9906: Bierum
- 9907: Losdorp
- 9908: Godlinze
- 9909: Spijk (Groningen)
- 9911: Oosterwijtwerd
- 9912: Leermens
- 9913: Eenum
- 9914: Zeerijp
- 9915: 't Zandt
- 9917: Wirdum (Groningen)
- 9918: Garrelsweer
- 9919: Loppersum
- 9920-9921: Stedum
- 9922: Westeremden
- 9923: Garsthuizen
- 9924-9925: Startenhuizen
- 9930-9934: Delfzijl
- 9936: Farmsum
- 9937: Meedhuizen
- 9939: Tjuchem
- 9942: 't Waar
- 9943: Nieuw-Scheemda
- 9944: Nieuwolda
- 9945: Wagenborgen
- 9946: Woldendorp
- 9947: Termunten
- 9948: Termunterzijl
- 9949: Borgsweer
- 9950-9951: Winsum (Groningen)
- 9953: Baflo
- 9954: Tinallinge
- 9955: Rasquert
- 9956: Den Andel
- 9957: Saaxumhuizen
- 9959: Onderdendam
- 9960-9961: Mensingeweer
- 9962: Schouwerzijl
- 9963: Warfhuizen
- 9964: Wehe-den Hoorn
- 9965: Leens
- 9966: Zuurdijk
- 9967: Eenrum
- 9968: Pieterburen
- 9969: Westernieland
- 9970-9971: Ulrum
- 9972: Niekerk (De Marne)
- 9973: Houwerzijl
- 9974: Zoutkamp
- 9975: Vierhuizen (De Marne)
- 9976: Lauwersoog
- 9977: Kloosterburen
- 9978: Hornhuizen
- 9979: Eemshaven
- 9980-9981: Uithuizen
- 9982: Uithuizermeeden
- 9983: Roodeschool
- 9984: Oudeschip
- 9985: Oosternieland
- 9986: Oldenzijl (Eemsmond)
- 9987: Zijldijk
- 9988: Usquert
- 9989: Warffum
- 9990-9991: Middelstum
- 9992: Huizinge
- 9993: Westerwijtwerd
- 9994: Toornwerd
- 9995: Kantens
- 9996: Eppenhuizen
- 9997: Doodstil, Zandeweer
- 9998: Rottum
- 9999: Stitswerd